# Sankt Johann-Köppling
Sankt Johann-Köppling var en kommun i distriktet Voitsberg i förbundslandet Steiermark i Österrike. Den 1 januari 2015 blev den en del av den nybildade kommunen Söding-Sankt Johann.
Kommunen bestod av sju orter (Ortschaften) (inom parentes invånarantal 1 januari 2024):
- Hallersdorf (254)
- Hausdorf (125)
- Köppling (511)
- Moosing (288)
- Muggauberg (219)
- Neudorf bei Sankt Johann ob Hohenburg (99)
- Sankt Johann ob Hohenburg (374)